# 마이클 크레이그 마틴
마이클 크레이그-마틴 경(Sir Michael Craig-Martin, 1941년 8월 28일 ~ )은 아일랜드 태생의 현대 개념 예술가이자 화가이다. 영 브리티시 아티스트를 육성하고 그들의 대부분을 가르친 것으로 유명하며, 개념 미술 작품인 《오크 나무》(An Oak Tree)로도 알려져 있다. 골드스미스 대학 화화과 명예 교수이다. 2015년 4월 런던에 기반을 둔 출판사 아트/북스(Art/Books)에서 회고록이자 작가 지망생을 위한 조언인 《온 비잉 언 아티스트》(On Being An Artist)가 출판되었다.

## 어린 시절과 경력
마이클 크레이그 마틴은 더블린에서 태어났지만 어린 시절 대부분을 워싱턴 DC에서 보냈다. 8년 동안 수녀들이 운영하던 가톨릭 학교에 출석하였다. 학교는 학생들이 빛나는 유리 패널과 스테인드 글래스 창문의 종교적 이미지를 보도록 권장하였다. 크레이그 마틴은 예술가였던 사제를 통해 예술에 관심을 갖게 되었고 마크 로스코의 필립스 컬렉션 작품 전시에도 강한 인상을 받았다.
크레이그 마틴은 콜롬비아 보고타의 프랑스 학교(Lycée Français)에서 공부했으며, 그의 아버지는 그곳에서 잠시 직장을 다녔다. 프랑스 학교에서 예술가 Antonio Roda의 드로잉 수업은 그에게 예술에 대한 더 폭넓은 관점을 가르쳐 주었다. 워싱턴으로 돌아와 그곳에서 미술가들의 드로잉 수업을 듣다가 1959년 뉴욕의 포덤 대학교에서 영문학과 역사를 공부하면서 그림을 그리기 시작하였다.

## 작품
크레이그 마틴은 1966년부터 런던에 거주하며 작업하고 있다. 1960년대의 상자같이 생긴 구조물에서 평범한 가정용 물품으로 이동하였다. 1970년대 말에는 몇 년에 걸처 오늘날까지 그의 작품의 근간을 이루는 이미지의 표현 방식인 평범한 물건의 선을 드로잉하는 것을 시작하였다.

## 참고 문헌
- Cork, Richard (2006). 《Michael Craig-Martin》. London: Thames & Hudson. ISBN 978-0-500-09332-0.